# Walani
 (mars 2024).
Walani, est une ville du district de Nagpur dans l'État indien du Maharashtra. Lors du recensement de l'Inde de 2011, sa population s'élève à 9 393 habitants.